# Bent Out of Shape
Bent Out of Shape (в буквален превод „Отклонение от формите“) последният студиен албум на рок групата „Рейнбоу“, след който Ричи Блекмор и Роджър Глоувър се присъединяват към повторно събралия се първоначален състав на Deep Purple. Първоначално е издаден през 1983 г. на плочи и касетки. Първата CD версия включва удължени версии на няколко парчета. Ремастерирано CD е издадено през май 1999 г., което е точно копие на оригиналния албум.
Този албум се счита за опит да се достигне комерсиалния успех на песента „I Surrender“ и на албума „Difficult to Cure“ като цяло. В резултат на това първия сингъл от този албум „Street of Dreams“, се причислява по-скоро към т. нар. album-oriented rock (албумен рок), а не към типичния за групата хардрок. Албумът като че ли е предназначен за американския пазар – заглавието е по-скоро американски идиом, а не английски.
Видеото към „Can't Let You Go“ е режисирано от Доминик Орландо в Ню Йорк през 1984 г. Заедно със „Street Of Dreams“, режисиран от Сторм Торгерсон става част от видео колекцията „The Final Cut“ от 1985 г.

## Състав
- Джо Лин Търнър – вокал
- Ричи Блекмор – китара
- Роджър Глоувър – бас
- Дейвид Розентал – клавишни
- Чък Бърги – барабани

|  | Тази страница частично или изцяло представлява превод на страницата Bent Out of Shape в Уикипедия на английски. Оригиналният текст, както и този превод, са защитени от Лиценза „Криейтив Комънс – Признание – Споделяне на споделеното“, а за съдържание, създадено преди юни 2009 година – от Лиценза за свободна документация на ГНУ. Прегледайте историята на редакциите на оригиналната страница, както и на преводната страница, за да видите списъка на съавторите. ВАЖНО: Този шаблон се отнася единствено до авторските права върху съдържанието на статията. Добавянето му не отменя изискването да се посочват конкретни източници на твърденията, които да бъдат благонадеждни. |